# Pietro Grilli di Cortona
Pietro Grilli di Cortona (Firenze, 25 settembre 1954 – Roma, 16 luglio 2015) è stato un politologo italiano.

## Biografia
Laureato con lode all'Università degli Studi di Firenze, con una tesi sull'Unione Sovietica post-staliniana. Nel 1983 è ricercatore di scienza politica presso l'Università La Sapienza di Roma, per poi diventare professore associato presso l'Università di Trieste. A partire dal 1995, insegna presso l'Università Roma Tre, dove dal 2000 è ordinario di Scienza politica. Ha insegnato, inoltre, Politica comparata e Processi di Democratizzazione, sempre alla Terza Università di Roma, di cui è stato anche componente del Senato accademico dal 2001 al 2008.  
Nel settembre 2013 è eletto Presidente della Società italiana di scienza politica (SISP), succedendo a Gianfranco Pasquino. Ha fatto parte del Comitato ministeriale di studio sulle riforme istituzionali, elettorali e costituzionali (1994), del Consiglio Nazionale dell'Economia e del Lavoro in qualità di esperto su nomina del Presidente della Repubblica Carlo Azeglio Ciampi (2000-2005) e del Consiglio Universitario Nazionale (1997-2006).  
Si è occupato soprattutto di democratizzazioni (anche in prospettiva comparata), nazionalismo, sistemi partitici europei e processi di transizione dei regimi autoritari. Ha inoltre svolto varie missioni all'estero, nel quadro dell'assistenza ai processi di democratizzazione in Europa centro-orientale.

## Opere principali
- Come cadono i regimi non democratici. Primi passi verso la democrazia nei paesi della «terza ondata», Editoriale Scientifica, 2014;
- Capire la politica. Una prospettiva comparata, Utet-Università 2012
- Tra vecchio e nuovo regime. Il peso del passato nella costruzione della democrazia, Il Mulino 2011
- Come gli Stati diventano democratici, Laterza 2009
- Il cambiamento politico in Italia. Dalla prima alla seconda Repubblica, Carocci 2007
- Partiti e sistemi di partito nelle democrazie europee, Il Mulino, 2007 (con Gianfranco Pasquino)
- Stati, nazioni e nazionalismi in Europa, Il Mulino 2003
- Da uno a molti. Democratizzazione e rinascita dei partiti in Europa orientale, Il Mulino, 2000
- Rivoluzioni e burocrazie. Continuità e mutamento negli Stati rivoluzionari, Franco Angeli, 1991